# Rue de Tervaete
La rue de Tervaete (en néerlandais: Tervatestraat) est une rue d'Etterbeek. Elle porte son nom en l'honneur du village de Tervaete, près de l'Yser, où se sont déroulés certains événements de la Première Guerre mondiale.
Elle fut créée en 1923, lors de la création du quartier Rinsdelle. Elle bordée d'immeubles modernistes des années 1930.

## Monuments
- On y trouve l'Église Notre-Dame du Sacré-Cœur.

### Sculptures
- On y trouve la sculpture Virginie d'Alfred Blondel.

## Galerie de photos

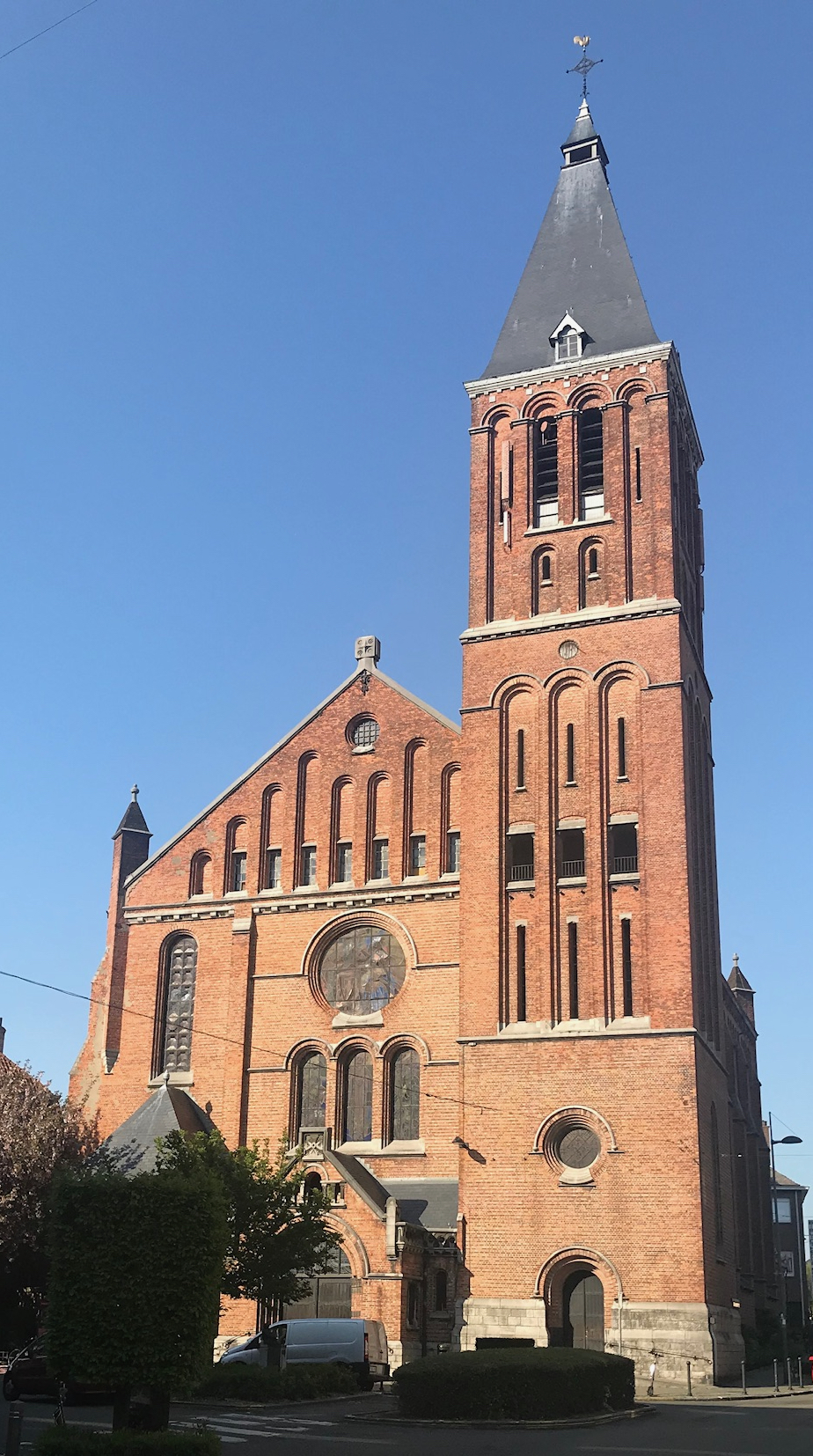
Église Notre-Dame du Sacré-Cœur
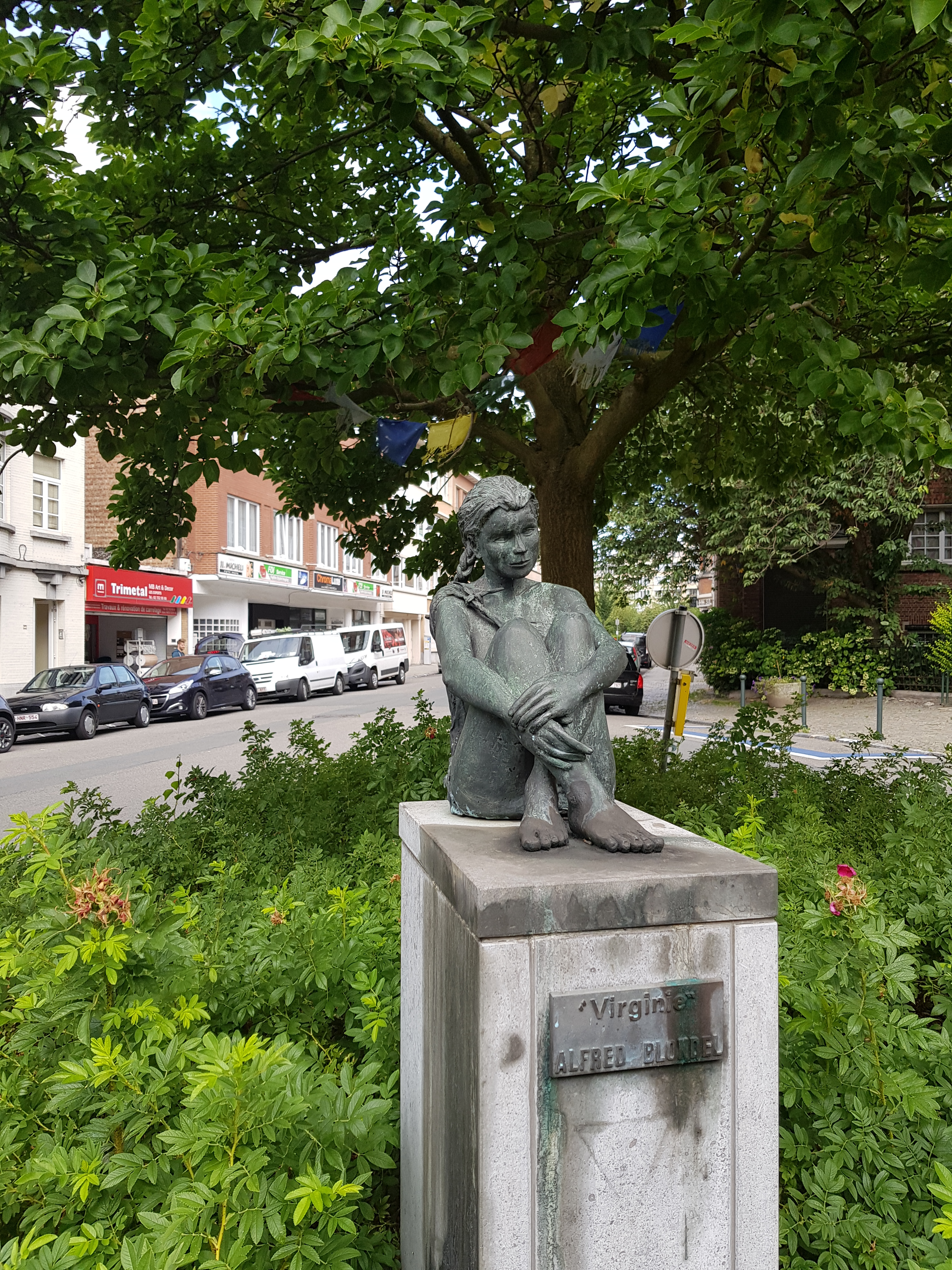
"Virginie"